# Fatima el-Sharif
Pour les articles homonymes, voir Sharif.
Titre
Reine de Libye
24 décembre 1951 – 1er septembre 1969
(17 ans, 8 mois et 8 jours)
Sayyida Fatima el-Sharif (en arabe : فاطمة الشريف), après son mariage Fatima as-Senussi, ou Fatima Al-Shifa Al-Sinousi, née en 1911 et décédée le 3 octobre 2009, était la reine consort du royaume de Libye, en tant qu'épouse du roi Idris Ier, de 1951 à 1969, lors du coup d'État de Mouammar Kadhafi.

## Biographie

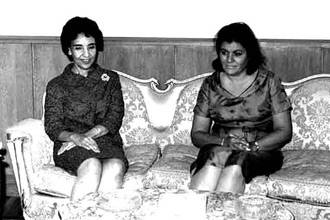
La reine Fatima (à gauche) lors d'une visite en Égypte, en conversation avec Tahia Abdel Nasser, épouse de Gamal Abdel Nasser, dans les années 1950.

Fatima el-Sharif naît en Libye (à l'oasis de Koufra) en 1911,. Elle est la fille de Sayyid Ahmed Sharif es Senussi, dirigeant de la famille al-Sanussi. Son père est actif dans la résistance aux forces coloniales italiennes. En 1929, elle est forcée de fuir sur un chameau vers l'Égypte, lors de l'avancée des troupes du général italien Rodolfo Graziani. En 1931, elle épouse Idris, alors prince de Cyrénaïque, successeur de son père Siwa. Leur seul enfant, un garçon, décède à l'âge d'un an, en 1953.
Fatima devient reine en 1951. En 1954, son neveu assassine Ibrahim al-Shelhi, un des conseillers du roi, à cause d'une rumeur propagée, selon laquelle il aurait convaincu le monarque de divorcer de Fatima en faveur d'un mariage avec sa propre fille. Idris a ensuite ordonné l'exécution du neveu de Fatima. Quand Idris s'est cependant décidé à se remarier (tout en gardant Fatima comme première épouse) dans le but d'avoir un héritier, la reine lui propose deux femmes. Il n’en choisit aucune des deux, mais se penche sur une autre, Alia Abdel Kader Lamloum, une Égyptienne qu'il épouse en 1955. Fatima, cependant, n'étant pas divorcée, refuse de quitter la résidence royale de Tobrouk. Le couple royal finalement se réconcilie et leurs contemporains décrivent leur relation comme heureuse. Ils adoptent une fille, Suleimaurl=, dont le père avait été tué en combattant contre la France.
La reine Fatima a été décrite comme drôle et très sociable, en particulier avec les enfants. Son image est celle d'une femme libyenne moderne ; elle ne porte en effet pas le voile. En tant que reine, elle est régulièrement  à divers événements publics. Fatima était en Turquie avec son conjoint, au moment de la chute de la monarchie, en 1969, lorsque le capitaine Mouammar Kadhafi entreprend son coup d'État. Elle vit dans la capitale égyptienne, Le Caire, du 1er septembre 1969 jusqu'à sa mort. Après la « révolution » de 1969, elle a été jugée (par contumace), par la Cour populaire de Libye et condamnée en novembre 1971 à cinq ans de prison et à la saisie de tous ses biens. Sa maison à Tripoli lui est cependant retournée, mais en 2007. Elle est morte le 3 octobre 2009, âgé de 98 ans, au Caire.
Le couple n’avait pas d'enfant et le roi n’a pas d'héritier direct. Son neveu Hassan Reda al-Sanussi porte alors le titre de « prince héritier ».

## Ascendance
|  |                                                                 |  |  |  |  |  |  |  |  |  |  |  |  |  |  |  |
|  | 16. Sayyid Ali al-Sanussi                                       |  |  |  |  |  |  |  |  |  |  |  |  |  |  |  |
|  |                                                                 |  |  |  |  |  |  |  |  |  |  |  |  |  |  |  |
|  |                                                                 |  |  |  |  |  |  |  |  |  |  |  |  |  |  |  |
|  | 8. Sayyid Muhammad bin Ali al-Sanussi, 1er Grand Sanussi        |  |  |  |  |  |  |  |  |  |  |  |  |  |  |  |
|  |                                                                 |  |  |  |  |  |  |  |  |  |  |  |  |  |  |  |
|  |                                                                 |  |  |  |  |  |  |  |  |  |  |  |  |  |  |  |
|  | 4. Sayyid Muhammad bin Muhammad al-Sanussi                      |  |  |  |  |  |  |  |  |  |  |  |  |  |  |  |
|  |                                                                 |  |  |  |  |  |  |  |  |  |  |  |  |  |  |  |
|  |                                                                 |  |  |  |  |  |  |  |  |  |  |  |  |  |  |  |
|  | 2. Sayyid Ahmed Pasha bin Muhammad al-Sanussi, 3e Grand Sanussi |  |  |  |  |  |  |  |  |  |  |  |  |  |  |  |
|  |                                                                 |  |  |  |  |  |  |  |  |  |  |  |  |  |  |  |
|  |                                                                 |  |  |  |  |  |  |  |  |  |  |  |  |  |  |  |
|  | 20. Farajallah al-Fituri                                        |  |  |  |  |  |  |  |  |  |  |  |  |  |  |  |
|  |                                                                 |  |  |  |  |  |  |  |  |  |  |  |  |  |  |  |
|  |                                                                 |  |  |  |  |  |  |  |  |  |  |  |  |  |  |  |
|  | 10. Ahmad bin Farajallah al-Fituri                              |  |  |  |  |  |  |  |  |  |  |  |  |  |  |  |
|  |                                                                 |  |  |  |  |  |  |  |  |  |  |  |  |  |  |  |
|  |                                                                 |  |  |  |  |  |  |  |  |  |  |  |  |  |  |  |
|  | 5. Fatima bint Ahmad bin Farajallah al-Fituri                   |  |  |  |  |  |  |  |  |  |  |  |  |  |  |  |
|  |                                                                 |  |  |  |  |  |  |  |  |  |  |  |  |  |  |  |
|  |                                                                 |  |  |  |  |  |  |  |  |  |  |  |  |  |  |  |
|  | 1. Sayyidah Fatimah as-Sharif                                   |  |  |  |  |  |  |  |  |  |  |  |  |  |  |  |
|  |                                                                 |  |  |  |  |  |  |  |  |  |  |  |  |  |  |  |
|  |                                                                 |  |  |  |  |  |  |  |  |  |  |  |  |  |  |  |
|  | 6. Général Ahmad al-Rifi                                        |  |  |  |  |  |  |  |  |  |  |  |  |  |  |  |
|  |                                                                 |  |  |  |  |  |  |  |  |  |  |  |  |  |  |  |
|  |                                                                 |  |  |  |  |  |  |  |  |  |  |  |  |  |  |  |
|  | 3. Khadija bint Ahmad al-Rifi                                   |  |  |  |  |  |  |  |  |  |  |  |  |  |  |  |
|  |                                                                 |  |  |  |  |  |  |  |  |  |  |  |  |  |  |  |
|  |                                                                 |  |  |  |  |  |  |  |  |  |  |  |  |  |  |  |

## Sources
1. 1 2 3 4 5 6  John Oakes, Libya: The History of Gaddafi's Pariah State, The History Press, 2011, p. 94-96
2. 1 2  (en) « Fatima al-Sanussi, Queen of Libya », sur Timesonline, 14 octobre 2009
3. ↑  (en) « Royal Ark »

- (en) Cet article est partiellement ou en totalité issu de l’article de Wikipédia en anglais intitulé « Fatima el-Sharif » (voir la liste des auteurs).

## Annexe